# Cavaria con Premezzo
Cavaria con Premezzo là một đô thị ở tỉnh Varese trong vùng Lombardia, có cự ly khoảng 40 km về phía tây bắc của Milan và khoảng 13 km về phía nam của Varese. Tại thời điểm ngày 31 tháng 12 năm 2004, đô thị này có dân số 4.976 người và diện tích là 3,2 km².
Cavaria con Premezzo giáp các đô thị: Besnate, Cassano Magnago, Gallarate, Jerago con Orago, Oggiona con Santo Stefano.